# Smardzowice
Smardzowice – wieś w Polsce położona w województwie małopolskim, w powiecie krakowskim, w gminie Skała.
W latach 1975–1998 w województwie krakowskim.
W miejscowości ma swoją siedzibę rzymskokatolicka parafa Matki Bożej Różańcowej.

## Integralne części wsi
| SIMC    | Nazwa        | Rodzaj    |
| ------- | ------------ | --------- |
| 0334623 | Na Dole      | część wsi |
| 0334630 | Na Klinach   | część wsi |
| 0334646 | Peperówka    | część wsi |
| 0334652 | Podgóry      | część wsi |
| 0334669 | Podmaszyckie | część wsi |
| 0334675 | Warszawka    | część wsi |

## Historia
W granicach dzisiejszej wsi Smardzowice istniała we wczesnym średniowieczu budowla obronna. Na cmentarzu parafialnym znajduje się grób Teofila Waligórskiego – polskiego polityka, dziennikarza, publicysty politycznego, urzędnika, współzałożyciela Narodowej Demokracji, który uzyskał mandat poselski do I Dumy Państwowej Imperium Rosyjskiego z guberni kieleckiej. Wchodził do zespołu opracowującego regulamin Koła Polskiego oraz do jego siedmioosobowego prezydium (Komisji Parlamentarnej) był również administratorem dóbr Czartoryskich w Ojcowie. W pogrzebie Teofila Waligórskiego, który odbył się 15 sierpnia 1913 roku wziął udział Roman Dmowski.

## Zabytki
Obiekty wpisane do rejestru zabytków nieruchomych województwa małopolskiego.
- Zespół kościoła parafialnego pw. MB Różańcowej i św. Małgorzaty: kościół z ogrodzeniem, plebania, otoczenie z drzewostanem i stawem.
Kościół zbudowano w latach 1907–1918, konsekrowano w 1984 roku. Świątynia neogotycka, trójnawowa, bazylikowa z transeptem, murowana z kamienia wapiennego i cegły. W ołtarzu głównym znajduje się obraz Matki Bożej z Dzieciątkiem pochodzący z XVI wieku, ukoronowany przez prymasa kardynała Stefana Wyszyńskiego i kardynała Karola Wojtyłę w 1972 roku.
Wcześniejszy drewniany kościółek św. Małgorzaty przeniesiono w 1938 roku do parafii Mostek w gminie Gołcza[8].
- Dwór z otoczeniem.